# Gianni De Michelis
Gianni De Michelis (Venezia, 26 novembre 1940 – Venezia, 11 maggio 2019) è stato un politico italiano, deputato dal 1976 al 1994, ministro delle partecipazioni statali dal 1980 al 1983, ministro del lavoro e della previdenza sociale dal 1983 al 1987, Vicepresidente del Consiglio dei ministri dal 1988 al 1989 e ministro degli affari esteri dal 1989 al 1992.
Già nel Partito Socialista Italiano dagli anni sessanta, membro della direzione socialista per tutta la durata della segreteria di Bettino Craxi, vicesegretario del partito tra il 1993 e il 1994, poi segretario nazionale del Nuovo PSI (2001-2007), aderì successivamente alla Costituente del PSI, e al progetto di Stefania Craxi denominato Riformisti italiani.

## Biografia
Cresciuto in una famiglia metodista, quattro fratelli più giovani (tutti docenti universitari): Cesare, Marco, Giorgio e Maria-Ida; era anche nipote di Eurialo De Michelis; dopo aver avuto simpatie adolescenziali e giovanili monarchiche, missine e infine radicali, aderì da studente universitario al Partito Socialista Italiano nel 1960, e nel 1962 divenne presidente dell'UGI, movimento universitario di sinistra, e si occupò di politica universitaria ricoprendo cariche nell'Unuri.
Nel 1963 si laureò in chimica all'Università degli Studi di Padova e iniziò subito l'attività accademica, prima come assistente e poi come professore incaricato, divenendo infine professore associato di chimica nel 1980 presso l'Università Ca' Foscari di Venezia. 
Dopo un lungo periodo di aspettativa, dovuto agli impegni politici e istituzionali, decise di ritornare all'insegnamento universitario dal 1994 ma, prima dell'inizio dell'anno il rettore Paolo Costa lo sospese e deferì al Consiglio dell'Università perché si giudicasse la sua espulsione per indegnità, a seguito della condanna subita in precedenza. De Michelis attese fino al 1999 l'esito di questo giudizio, alla fine preferendo richiedere la sua collocazione in pensione di fronte al rischio di espulsione alla scadenza dei cinque anni di semplice sospensione.

### Attività politica nel PSI
All'interno del partito socialista italiano De Michelis si collocò all'interno della corrente di sinistra, Alternativa Socialista, guidata da Riccardo Lombardi.
Componente della direzione socialista sin dal 1969, e poi responsabile dell'organizzazione, nella sua attività di partito venne considerato uno dei discepoli di Riccardo Lombardi, e con lui nel 1976 appoggiò l'elezione alla segreteria di Bettino Craxi, di cui rimase sostenitore anche dopo l'abbandono di Lombardi della sua stessa corrente, poi guidata da Claudio Signorile. De Michelis fece parte della direzione nazionale del partito per tutta la durata della segreteria Craxi, inoltre fu presidente del gruppo socialista alla Camera tra il 1987 e il 1988 e vicesegretario nazionale del partito tra il 1993 e il 1994.

### Carriera nelle istituzioni e nel governo

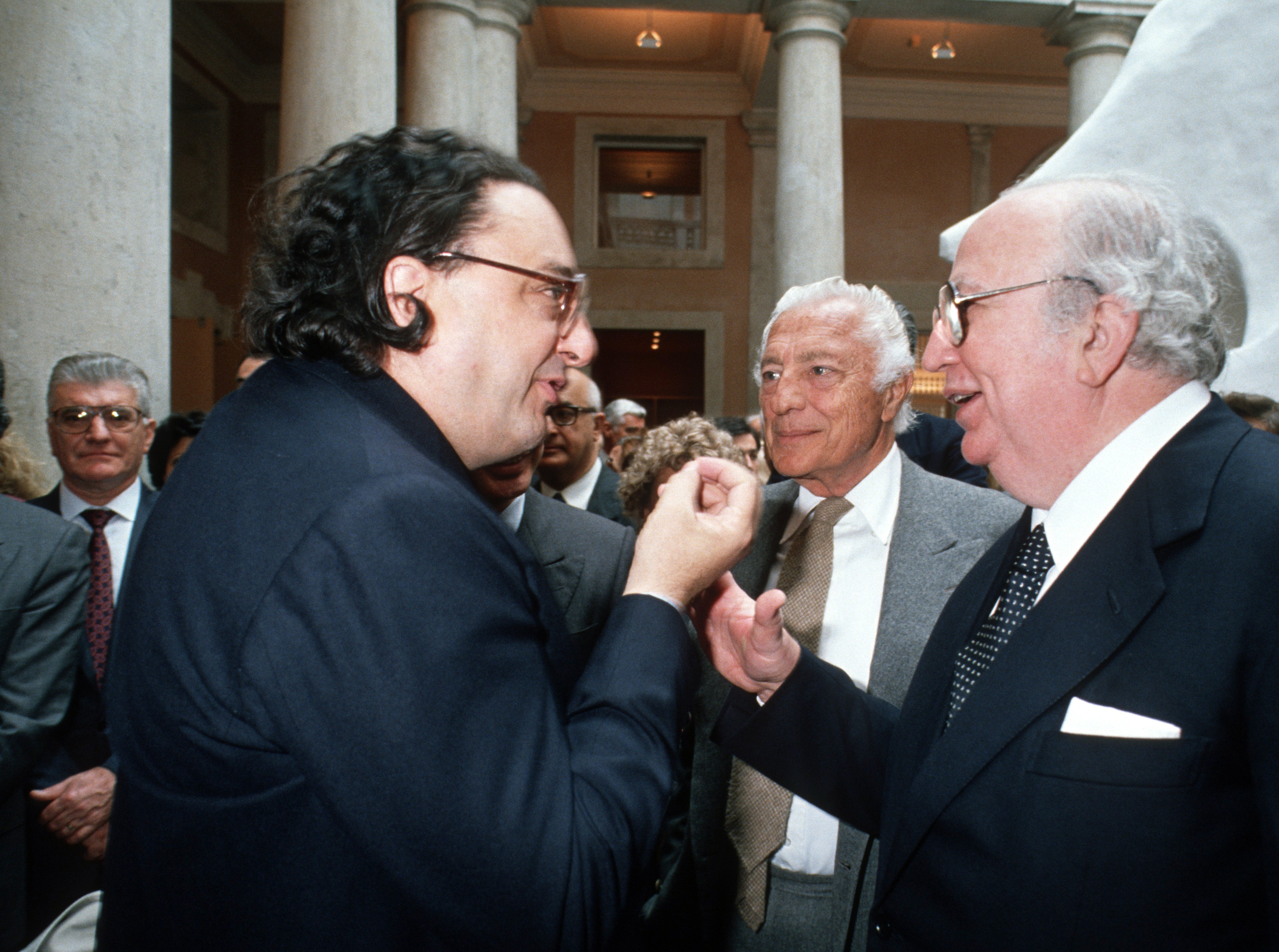
Gianni De Michelis, Gianni Agnelli e Giovanni Spadolini all'inaugurazione della mostra 'Arte italiana' a Palazzo Grassi (1989).

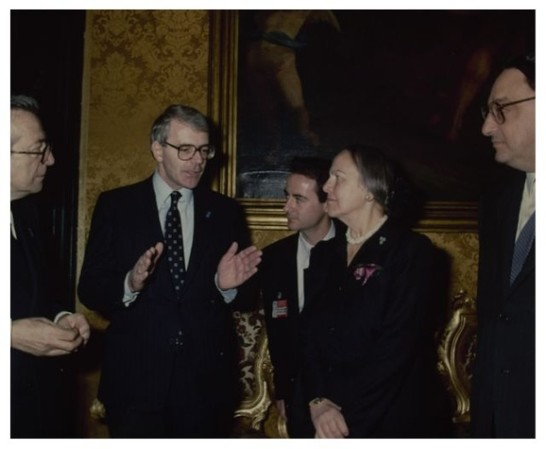
Gianni De Michelis (ultimo a destra), con Giulio Andreotti, John Major e Nilde Iotti all'incontro a Roma per la Comunità europea il 14 dicembre 1990.

La sua esperienza nelle istituzioni iniziò come consigliere e assessore all'urbanistica del Comune di Venezia (1964); in seguito fu deputato alla Camera (dal 1976 al 1994), ministro delle partecipazioni statali (dal 1980 al 1983), ministro del lavoro e della previdenza sociale (1983-1987), vicepresidente del Consiglio dei ministri (1988-1989) e infine ministro degli affari esteri (dal 1989 al 1992). L'amore per Venezia fu, assieme all'attività politica e allo studio della storia, uno dei suoi principali interessi. Ciò lo portò, dopo l'alluvione di Venezia del 1966, a cercare soluzioni per garantirne la conservazione. Immaginò l'istituzione di un concessionario unico per la realizzazione delle opere di protezione dalle maree straordinarie. L'esito fu, nel 1984, un bando assegnato al Consorzio Venezia Nuova dell'incarico per l'attuazione di interventi straordinari per la protezione della laguna di Venezia. I lavori del cosiddetto MOSE si protrassero per molti anni, e furono afflitti da illeciti che portarono anche il CVN in amministrazione straordinaria dal 1º dicembre 2014. Le opere principali del MOSE furono completate per la fine del 2019 e collaudate il 3 ottobre 2020.
Da ministro del lavoro e della previdenza sociale dovette fronteggiare le critiche al taglio dei punti della scala mobile e il conseguente referendum abrogativo del 1985 promosso dal PCI.
Nella sua carriera da ministro degli Esteri, durante la quale ebbero luogo gravi e storici avvenimenti a livello internazionale quali la caduta del muro di Berlino (1989), la prima guerra del Golfo (1990-91) e la dissoluzione dell'Unione Sovietica (1991), fu impegnato assieme ai vari governi italiani nel processo di unificazione continentale — in particolare durante la presidenza italiana del Consiglio europeo nella seconda metà del 1990 — che portò nel 1992 al Trattato di Maastricht, di cui De Michelis fu uno dei firmatari insieme a Giulio Andreotti.

#### Il personaggio pubblico
Nel corso degli anni ottanta emerse agli occhi dell'opinione pubblica la sua passione per il ballo: De Michelis, che intanto ricopriva importanti incarichi di governo, era talmente appassionato di discoteche da decidere di raccogliere i più importanti locali notturni in una guida illustrata. A questo proposito, è noto un commento di Enzo Biagi che lo definì "un avanzo di balera", per sintetizzare in tre parole i problemi giudiziari e la propensione al ballo.
Famosa era anche la sua passione per le donne. Nadia Bolgan, per un periodo addetta stampa di De Michelis, riguardo allo staff romano del ministro scrisse nel suo diario: "[è costituito da] una cinquantina di persone, molte delle quali donne di passaggio e senza alcuna preparazione professionale; erano lì solo perché gli piacevano".

### Coinvolgimento in Tangentopoli e nella diaspora socialista
De Michelis venne travolto, come tutto lo stato maggiore e la classe dirigente socialisti, dagli scandali di Tangentopoli. Per quel che lo riguarda, a seguito delle inchieste giudiziarie del pool di "Mani pulite", venne sottoposto dal 1992 a 35 diversi procedimenti giudiziari; oltre a diverse assoluzioni, fu condannato in via definitiva a:
- 1 anno e 6 mesi patteggiati per corruzione nell'ambito delle tangenti sui lavori per le autostrade del Veneto;
- 6 mesi patteggiati nell'ambito dello scandalo Enimont.

La pena, ammontante in totale a due anni di reclusione, fu sospesa con la condizionale. L'attività di corruzione per cui De Michelis fu condannato, come precisato dal Tribunale, «alimentava il suo principesco stile di vita sia pubblica sia privata».
Nel 1997, tre anni dopo lo scioglimento del PSI, De Michelis cercò di dar seguito all'esperienza socialista e aderì al nuovo Partito Socialista, nato un anno prima su iniziativa di alcuni ex PSI, tra cui Ugo Intini e Margherita Boniver. De Michelis ne diventò segretario dopo pochi mesi su una linea di avvicinamento al Polo delle Libertà guidato da Silvio Berlusconi. L'anno successivo, l'ala dissidente guidata da Intini si separò per andare a confluire nello SDI, mentre nel 1999 molti esponenti del partito aderirono a Forza Italia.

### L'esperienza nel Nuovo PSI
Nel 2001 De Michelis fondò insieme a Bobo Craxi, figlio di Bettino, con quel che restava del piccolo movimento, il Nuovo PSI, partito che nacque in aperta polemica con la sinistra italiana e che, pertanto, scelse di confluire nella Casa delle Libertà, la coalizione di centrodestra guidata da Berlusconi. Dalla nascita del partito, De Michelis ricoprì la carica di segretario nazionale per sei anni.
Alle elezioni europee del 2004 venne eletto deputato del Parlamento europeo, per la lista "Socialisti Uniti per l'Europa" (costituita dal Nuovo PSI insieme ad altri movimenti d'ispirazione socialista) nella circoscrizione Sud, ricevendo 34 000 preferenze. Non aderì ad alcun gruppo parlamentare europeo in attesa che venisse presa in considerazione la sua richiesta, a nome del Nuovo PSI, di essere accolto nel gruppo del Partito del Socialismo Europeo.
Nell'ottobre 2005, in quello che avrebbe dovuto essere il quinto congresso del Nuovo PSI, si consumò una rottura tra la corrente guidata da Bobo Craxi che chiedeva di abbandonare subito la Casa delle Libertà per ricercare una più naturale alleanza a sinistra, e quella contraria, tra cui De Michelis. Quando la corrente fedele alla CdL lasciò i lavori, Bobo Craxi fu acclamato segretario dai rimanenti delegati, elezione contestata dal resto del partito. Il 28 dicembre 2005, con una sentenza di primo grado, il Tribunale Civile di Roma accolse, in un primo tempo, il ricorso di Bobo Craxi che presumeva di essere stato nominato nuovo segretario nazionale del Nuovo PSI ma, meno di un mese dopo, De Michelis si vide confermare in appello nella sua carica di segretario nazionale del Nuovo PSI.
Alle elezioni politiche del 2006 De Michelis venne eletto deputato nazionale per la lista formata in congiunzione con la Democrazia Cristiana per le Autonomie; tuttavia abbandonò presto l'incarico preferendo rimanere al Parlamento europeo. La decisione venne motivata dal fatto che al suo posto, al Parlamento europeo, sarebbe subentrato Luciano Racco, non più esponente del Nuovo PSI ma passato con I Socialisti Italiani di Bobo Craxi.

### L'adesione alla Costituente Socialista e gli ultimi anni
Nel 2007 fu celebrato un nuovo congresso che lo rielesse presidente con Mauro Del Bue, eletto deputato l’anno prima, alla segreteria. La componente di Stefano Caldoro ne contestò la legittimità, e alla fine De Michelis e la sua corrente lasciarono il partito per aderire al rinato Partito Socialista nel centro-sinistra; De Michelis così, in Europa, riuscì a venire accettato nel gruppo del PSE.
Nel marzo del 2009, in vista delle elezioni europee e amministrative, in polemica con la decisione della direzione nazionale del Partito Socialista di aderire alla lista elettorale Sinistra e Libertà, De Michelis abbandonò la vita del partito e sostenne una lista locale di centrodestra, facendosi sospendere dal Segretario Provinciale di Venezia Luigi Giordani. Nel settembre 2009 divenne consulente di Renato Brunetta, ministro per la Pubblica Amministrazione nel governo di centrodestra presieduto da Silvio Berlusconi.
De Michelis fu fondatore e presidente dell'Aspen Institute Italia negli anni ottanta, per poi rimanerne consigliere. Nel 2015 ne fu nominato presidente onorario.
Morì a Venezia l'11 maggio 2019 per le complicazioni della malattia di Parkinson, di cui soffriva da tempo, all'età di 78 anni.
Domenico Cacopardo gli ha dedicato un breve ricordo su ItaliaOggi del 2 novembre:
“A pranzo da Boris Bianchieri, Ambasciatore italiano a Washington, nel 1994, in pieno terrore antisocialista, proprio Bianchieri, nel brindisi di saluto alle autorità Usa e agli italiani presenti, sfidando le convenzioni correnti, affermò che Gianni De Michelis era stato il miglior Ministro degli Esteri che avesse conosciuto. Un epitaffio migliore di quello che la vita gli riserbò dopo. De Michelis morì, infatti, in povertà, colpito da una malattia invalidante.  Ricordarlo non è un atto di amicizia. È patriottismo.”

## Cronologia degli incarichi di Gianni De Michelis
- 1962-1964: Presidente dell'UGI;

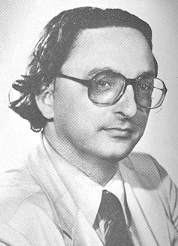
Foto di De Michelis come deputato agli inizi della carriera politica

- 1964: Eletto al Consiglio Comunale di Venezia;
- 1969: Nominato assessore comunale all'Urbanistica;
- 1976: Membro della Segretaria Nazionale del PSI; eletto al Parlamento Italiano (riconfermato fino al 1994);
- 1980-1999: Professore Associato di chimica presso l'Università degli Studi di Venezia;
- 1980-1983: Ministro delle Partecipazioni Statali;
- 1983-1987: Ministro del Lavoro;
- 1984-1992: Presidente di Aspen Institute Italia;
- 1984-1992: Presidente della Lega Società di Pallacanestro di Serie A;
- 1987-1988: Presidente del Gruppo Parlamentare del PSI;
- 1988-1989: Vice Presidente del Consiglio dei ministri;
- 1989-1992: Ministro degli Affari Esteri;
- 1994: Consulente per Aziende Italiane nel Medio ed Estremo Oriente;
- 1997: Entra nella lista denominata Partito Socialista di cui viene eletto segretario nazionale;
- 1999: Consulente per Aziende Italiane nell'area dei Balcani;
- 2001: Fonde il Ps con la Lega Socialista e crea il Nuovo PSI divenendone segretario nazionale;
- 2004: Eletto eurodeputato per la lista Socialisti Uniti per l'Europa nella circoscrizione dell'Italia meridionale;
- 2005: gli viene contestata la carica di Segretario Nazionale del Nuovo PSI, in seguito alla sentenza del Tribunale Civile di Roma per un ricorso di Bobo Craxi, che rivendica a sua volta di essere stato nominato nuovo segretario nazionale del Nuovo PSI, a seguito dell'incontro del 21 ottobre-23 ottobre (V Congresso Nazionale del partito-annullato).
- 2006 gennaio: si vede confermare in Appello nella sua carica.
- 2007 luglio: rieletto segretario del Nuovo PSI.
- 2007 luglio-settembre: aderisce alla Costituente Socialista per il Partito Socialista.
- 2009 settembre: consulente del Ministro per la Pubblica Amministrazione e l'Innovazione.

## Filmografia
- Il personaggio di Cesare Botero, protagonista del film Il portaborse di Daniele Luchetti interpretato da Nanni Moretti, è stato giudicato una sintesi delle personalità di Claudio Martelli e Gianni De Michelis[19].

## Opere
- G. De Michelis, Rapporto sulle Partecipazioni Statali. I: Crisi, risanamento e rilancio II: Le politiche industriali, Min. Partecipazioni Statali, Vol. 1 e 2, Roma, 1980.
- G. De Michelis, C.M. Guerci, F. Morganti, G. Regazzi, C. Scognamiglio, P. Sette, L.Sicca, S. Vaccà, Rapporto sulle Partecipazioni Statali. I: Crisi, risanamento e rilancio II: Le politiche industriali, Franco Angeli, Milano, 1981, ISBN 8820421615.
- G. De Michelis, The employment policy for the next ten years, Min. Lavoro e Sicurezza Sociale, Roma, 1985.
- G. De Michelis, Il piano del lavoro. La politica occupazionale in Italia, Laterza, Bari, 1986.
- G. De Michelis, Verso il XXI secolo. Idee per fare politica, Marsilio, Venezia, 1987.
- G. Spadolini, G. Chiaromonte e G. De Michelis (dibattito tra), E. Rotelli (moderatore), Nodi politici e nodi istituzionali: la crisi del sistema italiano, Editrice Sallustiana, Roma, 1987.
- G. De Michelis, Dove andiamo a ballare questa sera? Guida a 250 discoteche italiane, Mondadori, Milano, 1988.
- G. De Michelis e C. Scognamiglio, Come guidare l'Italia nel Duemila, Sperling & Kupfer, Milano, 1989.
- G. De Michelis, Piano di rientro ed equità fiscale, Veutro Editore, Roma, 1989.
- G. De Michelis, Oggi è domani! Discorsi pubblici tenuti presso le istituzioni Europee (1990-1991), PGS, Pomezia, 1992.
- G. De Michelis (attribuito), Conversazione su il califfo virtuale, a cura di A. Polidori, L'arcano, Roma, 2001, ISBN 978-8873470885.
- G. De Michelis et al., L'Arabia americana, atti del convegno tenuto a Roma, 12 novembre 2002, La Tipografia, Roma, 2003.
- G. De Michelis e Francesco Kostner, La lunga ombra di Yalta. La specificità della politica italiana, Marsilio, Venezia, 2003, ISBN 978-88-317-8245-6.
- G. De Michelis e L. Necci, I socialisti e l'economia. Proposte (un po' provocatorie), Minerva, Roma, 2004.
- G. De Michelis e Maurizio Sacconi, Dialogo a Nordest. Sul futuro dell'Italia tra Europa e Mediterraneo, Marsilio, Venezia, 2010, ISBN 978-88-317-9732-0.
- G. De Michelis, Mediterraneo in ebollizione. Cause e prospettive della Primavera araba, Boroli, Milano, 2012, ISBN 978-8874933129.
- G. De Michelis e Francesco Kostner, La lezione della storia. Sul futuro dell'Italia e le prospettive dell'Europa, Venezia, Marsilio, 2013, ISBN 978-88-317-1604-8.
- G. De Michelis, Memorie di un socialista riformista, Introduzione di Biagio Marzo, a cura di Alvise De Michelis, PIEMME, Milano, 2024, ISBN 978-88566-95786.